# Arpón

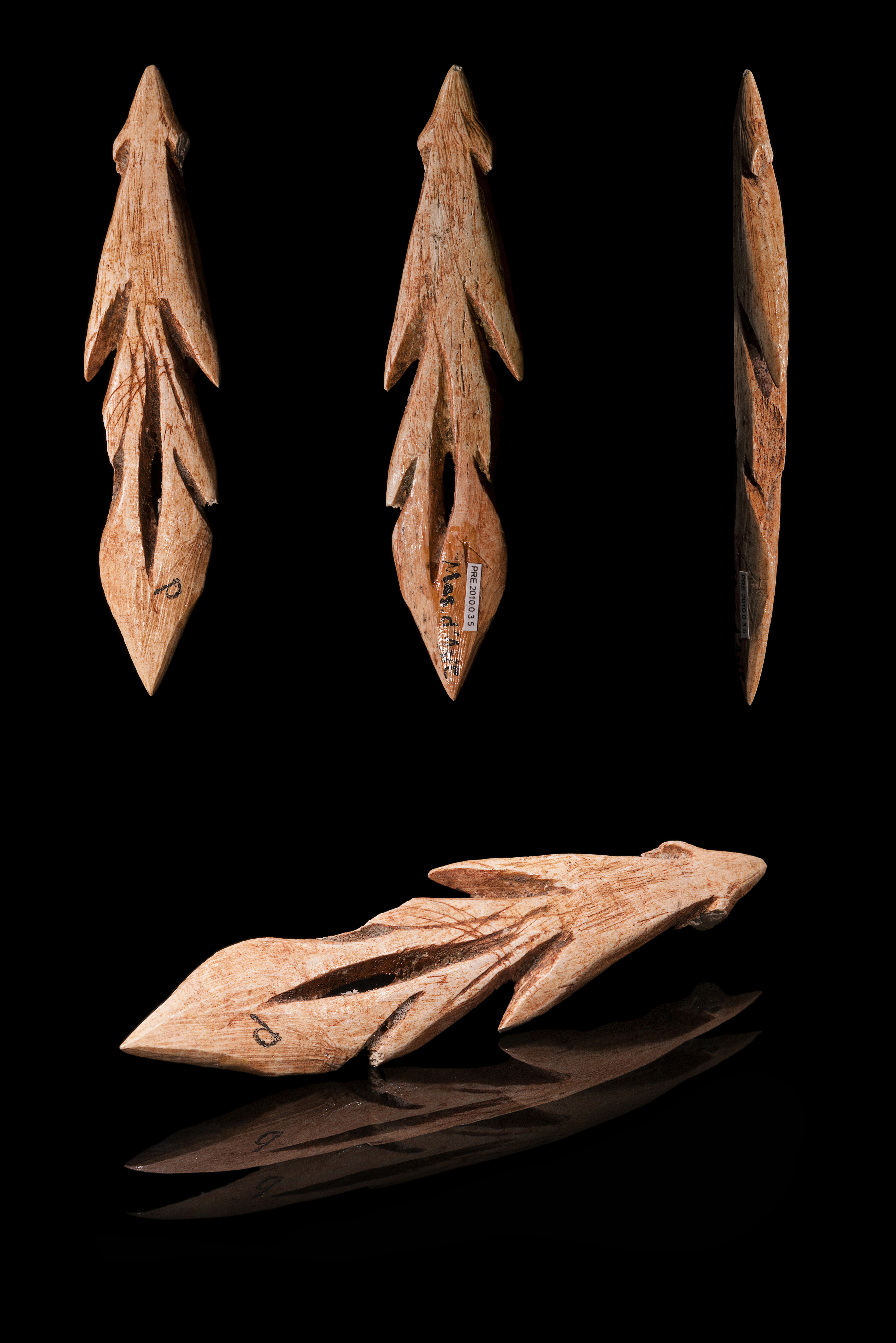
Arpón prehistórico.

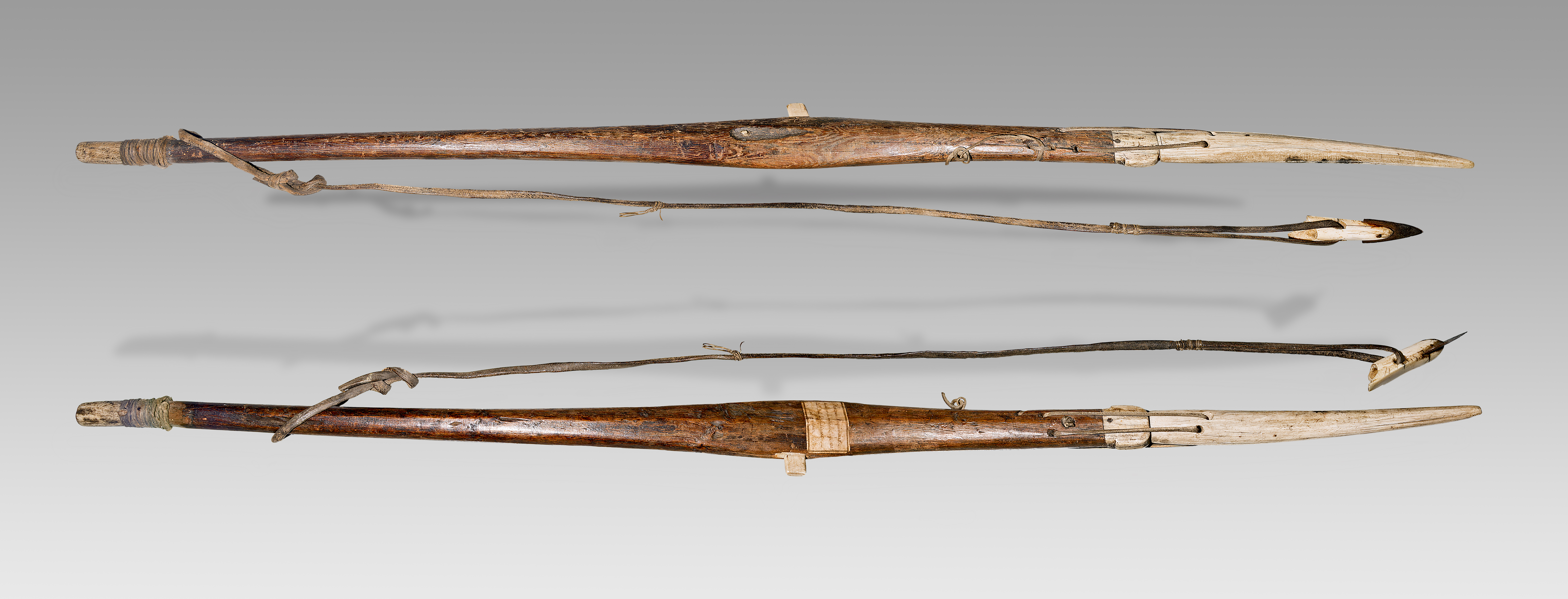
Unaaq

El arpón, también conocido como azagaya, es un utensilio de forma alargada y estrecha utilizado por el ser humano desde orígenes prehistóricos para la pesca o la caza de animales marinos. También se los ha usado para algunos usos militares. Como instrumento, existen evidencias de su uso desde fines del Paleolítico Medio, hace entre unos 35 y 25 mil años antes del presente.
Los arpones son un instrumento alargado que se lanza hacia una presa con la suficiente fuerza para clavar su punta en el cuerpo del animal con el objetivo de matarlo o herirlo. Antiguamente el arpón era lanzado mediante el uso de algún propulsor que permitía aumentar la fuerza manual, al mismo tiempo que aumentaba la velocidad y potencia al arpón, lo que proporcionaba mayor distancia, precisión y eficacia en el lance, y por consiguiente, un aumento en la penetración de la punta de arpón en el animal. Actualmente existen otros métodos, como disparos con aire comprimido o sistemas hidráulicos.

## Prehistoria
Fue la primera herramienta inventada por el hombre prehistórico para la pesca, antes que las redes. Las primeras evidencias que permiten plantear la existencia de pesca por medio de simples instrumentos compuestos por palos con puntas líticas en su extremo datan de hace unos dos millones de años en la Garganta de Olduvai (Tanzania). Ya que la pesca se trataba de un modo alimenticio muy importante en comunidades de la prehistoria (paleolítico superior), Las primeras evidencias del uso de arpones y lanzaderas -o atlatl- datan de hace 400 mil años en Baja Sajonia (Alemania), asociada a poblaciones de Homo erectus. Mientras que los arpones tal como se los conoce, fueron inventados por humanos modernos, compuestos por una punta de hueso  afilada con púas, desmontable del astil. La punta de arpón se clavaba en la presa, y al mismo tiempo quedaba unido al astil por una línea que permitía recuperar a la punta y atrapar al animal. La cabeza de arpón más antigua fue encontrada en el este de África hace unos 90 mil años.

## Actualidad

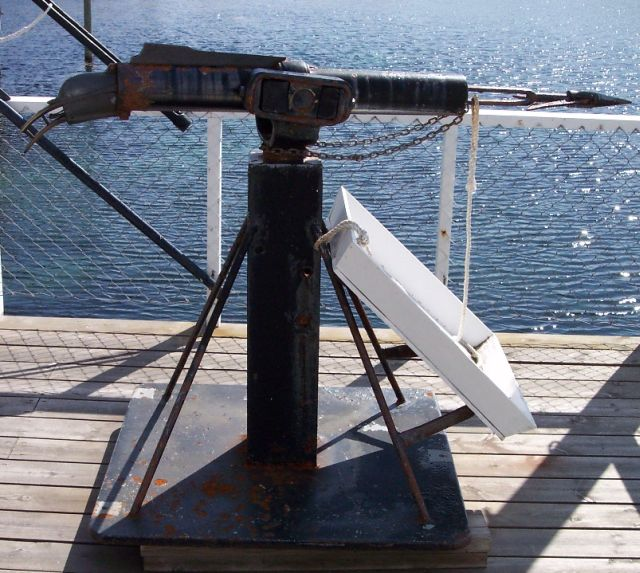
Arpón ballenero.

Actualmente la función de los arpones no ha cambiado casi nada con respecto a la prehistoria, siendo utilizados por los pescadores para capturar grandes ballenas y peces. Lo que sí que ha variado es el material de construcción y su modo de empleo. Hoy en día son más largos y estrechos, compuestos de hierro y con sólo un asta en uno de los dos extremos. 
En el año 1864, un capitán noruego, Svend Foyn, dedicado a la caza de ballenas, inventó el llamado arpón de cabeza explosiva, que se basaba en un modelo de arpón normal, pero con un explosivo en su cabeza que se detonaba al impactar con la presa, disminuyendo el sufrimiento de la presa.
Los arpones se utilizan en la actualidad de diversas forma:
- Mediante máquinas situadas en la cubierta de los barcos, para cazar grandes seres marinos.
- Mediante pistolas de aire comprimido utilizadas normalmente para la pesca marina o submarina.

## Fusil de pesca
Es el utensilio usado en la pesca submarina. Aunque generalmente se le llama arpón, es un error conceptual, puesto que el arpón o flecha, como se describe en este artículo, es el objeto que lanza y traspasa al pez. Actualmente los más usados son elaborados de liga o goma que parten del mismo concepto de la ballesta pero sustituyendo la guaya tensada por unas gomas o ligas similares a las de una resortera. El otro modelo usado es de aire, en el cual se introduce una flecha dentro del fusil empujando un sello que acumula presión dentro de una cámara compresiva precargada de aire.